# Arachosia bifasciata
Arachosia bifasciata là một loài nhện trong họ Anyphaenidae.
Loài này thuộc chi Arachosia. Arachosia bifasciata được Cândido Firmino de Mello-Leitão miêu tả năm 1922.